# Łebień (Damnica)
Łebień (deutsch Labehn, Kreis Stolp/Pommern) ist ein Dorf im Nordwesten der polnischen Woiwodschaft Pommern. Es gehört zur Landgemeinde Damnica (Hebrondamnitz) im Powiat Słupski (Kreis Stolp).

## Geographische Lage und Verkehrsanbindung
Łebień liegt in Hinterpommern, etwa 20 Kilometer östlich der Kreisstadt Słupsk (Stolp) am westlichen Ufer der Łupawa (Lupow). Durch das Dorf, das ganz von dichten Wäldern umgeben ist, führt eine Nebenstraße, die Główczyce (Glowitz) an der Woiwodschaftsstraße 213 mit Stara Dąbrowa (Alt Damerow) unweit der polnischen Landesstraße 6 (ehemalige deutsche Reichsstraße 2, heute auch Europastraße 28) verbindet. Die nächste Bahnstation ist Strzyżyno Słupskie (Stresow) an der Strecke  Stargard in Pommern–Danzig.

## Ortsname
Die polnische Ortsbezeichnung Łebień kommt ebenso wie der deutsche Name Labehn zweimal vor: der zweite Ort liegt 30 Kilometer Luftlinie in nordöstlicher Richtung nördlich der Stadt Lębork (Lauenburg in Pommern).

## Geschichte

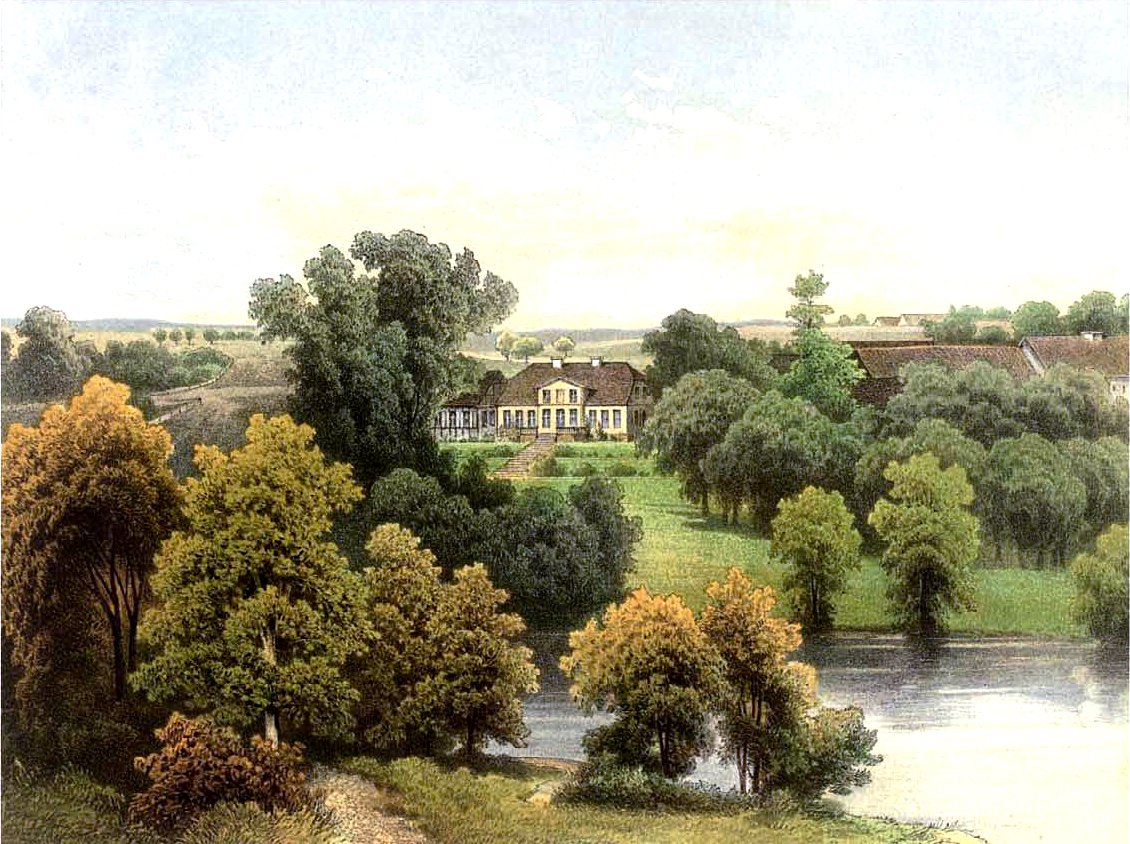
Rittergut Labehn um 1860, Sammlung Alexander Duncker

Herzog Mestwin II. von Pommerellen schenkte im Jahre 1274 die beiden Dörfer Viatrow und Lippeno (dabei handelt es sich entweder um den Ort Liepen (Lipno) oder um Labehn) dem Kloster Kolbatz. Danach befand sich Labehn (auch Lebbene und Lebbehn genannt) im Besitz eines Zweigs der Familie  Zitzewitz. 1517 ist das Dorf im Besitz der Familie von Weiher. Nach einer Verpfändung 1670 an Georg Anton von Kameke ging es 1690 auf den Geheimen Staatsrat und Oberhofmarschall Johann Ernst von Grumbkow über. 1706 wurde der Besitz an Peter Friedrich von Zitzewitz (1689–1736) verkauft. Wegen der häufig wechselnden Besitzer, war es ein so genanntes Walzengut.
Im Jahre 1784 hatte Labehn ein Vorwerk, eine Korn- und eine Schneidemühle an der Lupow, drei Bauern, drei Kossäten, einen Krug, einen Schulmeister und ein neu angelegtes Vorwerk namens Friedrichshof (Domanice) bei insgesamt 24 Feuerstellen (Haushaltungen). Das Dorf wurde zu der damaligen Zeit gelegentlich auch ‚das rauschende Wasser‘ genannt.
1706 gelangte es wieder an die von Zitzewitz. Von 1800 bis 1836 war Labehn im Besitz der Familie von Kösteritz, und 1843 eines von Lewinski, bis es 1852 an einen von Gutzmerow verkauft wurde. Durch Heirat gelangte es in die Hände der Kleists. Der Oberst Leopold von Kleist († 1923) und sein gleichnamiger Sohn, Rittmeister Leopold von Kleist († 1940), waren die letzten wirtschaftlichen Besitzer, das Erbe ging an Günter von Kleist. Im Jahre 1938 umfasste das Gut 1033 Hektar, davon waren 521 Hektar Ackerland und 417 Hektar Wald. Außer dem Gut gab es in Labehn 55 bäuerliche Betriebe.
Im Jahre 1905 lebten in Labehn 237 Einwohner. Ihre Zahl betrug 1910 noch 210, stieg bis 1933 auf 346 und 1939 auf nur noch 328.
Bis 1945 gehörte Labehn mit der Ortschaft Friedrichshof zum Landkreis Stolp im Regierungsbezirk Köslin der preußischen Provinz Pommern. Mit den Gemeinden Bewersdorf (heute polnisch: Bobrowniki), Dammen (Damno), Lojow (Łojewo), Viatrow (1938–45 Steinfurt, heute Wiatrowo) und Vieschen (Wiszno) war Labehn in den Amtsbezirk Bewersdorf eingegliedert.
Vor Ende des Zweiten Weltkriegs wurde Labehn am 9. März 1945 von Infanterie der Roten Armee besetzt. Es kam zu schweren Übergriffen gegenüber Zivilisten. Mehrere Personen, darunter Dorfbewohner, kamen ums Leben, einige wurden verschleppt. Am 9. September 1945 wurde Labehn unter polnische Verwaltung gestellt. Die gesamte Dorfbevölkerung wurde von den Polen vertrieben. Labehn wurde in Łebień umbenannt.
Später wurden in der BRD 175 und in der DDR 102 von den Polen aus Labehn vertriebene Dorfbewohner ermittelt.
Das Dorf ist heute ein Ortsteil der Gmina Damnica im Powiat Słupski in der Woiwodschaft Pommern (1975–1998 Woiwodschaft Stolp). Hier leben jetzt 231 Einwohner.

## Kirche
Vor 1945 war die Bevölkerung von Labehn überwiegend evangelischer Konfession. Das Dorf gehörte zum Kirchspiel Dammen (heute polnisch: Damno) im Kirchenkreis Stolp-Altstadt im Ostsprengel der Kirchenprovinz Pommern der Kirche der Altpreußischen Union. In den Pfarrsprengel waren 1940 insgesamt 13 Orte eingegliedert bei 4900 Gemeindegliedern. Letzter deutscher Geistlicher war Pfarrer Magnus Erdmann.
Seit 1945 ist die Einwohnerschaft von Łebień fast ausnahmslos katholisch. Das Dorf gehört zur Pfarrei Damno (Dammen) im Dekanat Główczyce (Glowitz) im Bistum Pelplin der Katholischen Kirche in Polen. Hier lebende evangelische Kirchenglieder sind in die Kreuzkirchengemeinde in Słupsk eingegliedert.

## Schule
In der im Jahre 1932 einstufigen Volksschule Labehn unterrichtete ein Lehrer 46 Schulkinder. Letzter deutscher Schulhalter war Max Probandt.